# Językoznawstwo diachroniczne
Językoznawstwo diachroniczne (gr. día „przez”, chrónos „czas”), językoznawstwo historyczne – dział językoznawstwa ogólnego zajmujący się badaniem relacji, jakie występują między elementami języka w różnych epokach jego rozwoju. Językoznawstwo diachroniczne bada więc zmiany, jakie zachodzą w języku z upływem czasu. Głównym zadaniem językoznawstwa diachronicznego jest opisanie tych zmian i sformułowanie na tej podstawie możliwie ogólnych zasad obowiązujących w ewolucji języków.
Jedną z pierwszych, najsławniejszych zasad tego typu, było prawo Grimma sformułowane w 1822 przez Jacoba Grimma (w oparciu o pewne ustalenia Rasmusa Kristiana Raska), ustalające przebieg tzw. pierwszej i drugiej przesuwki spółgłoskowej w niektórych językach germańskich. Jednak większość obserwacji i zasad formułowanych przez diachronistów ma znacznie węższe „ramy” i dotyczy zmian językowych o stosunkowo niewielkim zasięgu – najczęściej chodzi o jeden tylko język i zmianę, która w nim zachodzi na granicy dwóch epok.
Ostre przeciwstawienie językoznawstwa diachronicznego synchronicznemu wprowadził Ferdynand de Saussure. Współcześnie niektórzy językoznawcy skłaniają się do tezy, że różnica między językoznawstwem diachronicznym a synchronicznym jest nie tyle natury jakościowej, co ilościowej. Językoznawstwo diachroniczne zajmowałoby się więc nie tyle „przekrojami podłużnymi” języka (w przeciwieństwie do „przekrojów poprzecznych” językoznawstwa synchronicznego), co sumą kilku (minimum dwóch) „przekrojów” synchronicznych („poprzecznych”) i relacjami (zmianami) między tymi przekrojami.
Zbliżone do metod diachronicznych jest językoznawstwo historyczno-porównawcze.